# Тимчук Роман
Тимчук Роман (* 19 липня 1909, село Волиця на Галичині — 21 січня 1991, Філадельфія, США) — актор і режисер, родом з Галичини.

## Біографія
На сцені з 1930, серед іншого у театрах «Заграва» (1931 — 1932), ім. І. Тобілевича (1933 — 1936), в театрі Йосипа Стадника (1937 — 1938), Станиславівському (1941 — 42) та Українському Карпатському у Дрогобичі (1942 — 1943).
З 1947 в Ансамблі Українських Акторів під орудою Володимира Блавацького (в Реґенсбурзі); з 1949 у США.
Ставив:
- «Мину Мазайла» (Миколи Куліша),
- «Украдене щастя» (Івана Франка),
- оперу Миколи Аркаса «Катерина» та численні побутові п'єси.